# 支那
支那（cīna），中國的別稱，亦曾譯作至那、脂那、摩訶支那、摩诃至那国等，與震旦同義，是古代印度對中國的稱呼，經佛教經典傳入中國。中國周邊國家或地区，如日本、朝鮮半島的古代佛教文獻也有使用「支那」這個詞，而藏传佛教文献也有使用对应于漢語“支那”的词汇。
使用這個词汇稱呼中國的習慣於9世纪初經由佛教交流传入日本。江户時代後期，「支那」成為日本人對中國的一種稱呼。在明治維新之後，該用語由日本傳回中國，中國知識分子、中華革命黨人开始使用這個名詞。日本官方使用支那指称国家始于1912年：宣統退位，中華民國建國後，日本內閣不再使用「大清國」或「清國」等詞，公文書中開始使用「支那」或「支那共和國」稱呼中华民国，未隨即新稱「中華民國」，在部分人眼中此後遂含歧視之意。
從1913年到1946年間，中華民國政府和民間多次要求日方停用支那一稱。1930年，國民政府向日本政府再度抗議，明令拒絕接受使用支那來稱呼中國的日本公文書。在接受中華民國政府的抗議後，日本政府在1930年開始在正式場合中不使用支那名稱，1932年後在外交場合中完全停止使用這個名詞。第二次世界大戰結束後，1946年，日本政府通令日本國內公文書中不可使用「支那」名稱。日裔历史學家若林正宣告這個「非常令人厭惡的名稱」已從日本語言中消失。
在中華民國大陆時期，雖有爭議，仍有歷史與佛教學者繼續使用支那作為中國的別稱。在中華人民共和國建國後，現今該詞在中国大陆與香港等地通常被視为歧视语，稱呼中國人為支那人，類似於以英文称日本人為「Jap」、以及稱非裔美國人為「黑鬼」（Nigger），被视为含有種族歧視或侮辱的意涵。在台灣，中華民國法院認為支那為中國古稱，不一定是歧視用語，歸屬於言論自由範圍，法律不干涉。
目前在佛教研究、历史、地理学和地质学等研究中，“支那”於学术範圍中尚有少量使用，如音译自法语的印度支那、交趾支那，以及日文中的「东支那海」「南支那海」（日語：東シナ海、南シナ海，即东中国海、南中国海）。

## 梵文起源
支那這個稱呼起源於古印度，最早是一個地名，位於印度北方邊境，屬於邊地。在印度古典《摩訶婆羅多》、《羅摩衍那》、《摩奴法论》及《普魯哈特薩瑪希塔》（Brhat-sajhitā）等書中，記載了支那這個地名。因為《摩訶婆羅多》、《摩羅衍那》及《摩奴法典》等書在歷代皆有增補。古印度最初何時開始使用支那這名稱，尚未具體考證。惟在孔雀王朝寫成的《政事論》中，記載了支那產絲一事，因此最晚在公元1世紀時，這名詞就已經在古印度通行。
在部派佛教經典中，有支那這個地名，如《彌蘭王問經》、《普曜經》、《阿毘達磨大毘婆沙論》等，《清淨道論》中曾提到支那布一詞。大乘佛教經典，如《華嚴經》等，也記載此地名。佛教認為，釋迦牟尼誕生與傳教之地，位居世界中央，稱為中國。相對於中國，支那有邊遠之地的意思。
古印度文獻本身，對於支那的記載並不清楚，很難推定它的詳細地點。除了支那這個地名外，也記載了居住在支那的支那人，來自支那的馬，以及來自支那的絲稠。在記載中，又有支那與小支那的區分，中國相當於支那、大支那、摩訶至那，小支那為中國的某個屬國。在《華嚴經》中，將中國與疏勒併舉，因此小支那可能是指疏勒或是于闐。義淨《大唐西域求法高僧傳》中的夾註，認為支那指廣州，莫訶支那（大支那）為唐朝京師（長安或洛陽）。
因為古代絲綢主要生產於中國，印度記載支那盛產絲綢一事，被用來證明古印度所說支那，確指中國。

## 其他語系中的支那
梵語（Cīna）， 中古波斯語（Čīn），與拉丁語發音與拼法相近，同指中國，可能來自同一個來源。德語、英語，法語等西歐各國對中國的稱呼，皆源自拉丁語，其字根都來自梵語（Cīna）。其他語言使用類似的詞彙還有希伯来文中的西尼姆国（Sinim）、粟特文中的秦斯坦（Cynstn）、拉丁文中的秦国（Thin）以及秦尼（Thinae）、希腊文中的秦尼国（Sinae，又译西纳）和秦尼策国（Tzintza）以及秦尼斯达国（Tzinista）、亚美尼亚文中的哲那斯坦国（Jenasdan）以及秦尼国（Sinae）、叙利亚文中的秦那（尼）斯坦（Zhinastan）、阿拉伯文中的秦（Cyn或Sin或Thin）、波斯文中的支那（China）。

## 支那的不同漢譯
在西晉之前佛經中的梵語 चीन 意譯為晋、秦、汉、秦土、汉土、神州，东晋開始音译為振旦、真丹、真旦、震旦。其他异译還有至那、斯那、真丹、振旦、真那、振丹、脂难、旃丹。
根據漢傳佛教經典記載，265年秦州刺史派遣至天竺的成光子，發現他們以「震旦」稱呼中國。唐朝以后，震旦逐渐不用。學者一般相信，支那與震旦同源，皆來自Mahachinasthana或Cinasthana，是一个词取不同部位的音译。
隋开皇三年，那连提耶舍在翻译《法护长者经》時首次使用「脂那」来称呼中国，脂那、至那、支那都是Cina的音译。這意味著「支那」一詞開始進入中國，並明確被認為是中國的稱呼。玄奘的《大唐西域记》全程用至那指称中国。

## 古代中國
在這個名詞傳入中國後，在唐、宋、明、清等朝代，佛教徒以支那作為中国的別稱，如道宣、智昇、唐人冥详、玄奘弟子彦悰和慧立、清凉澄观、宋初高僧赞宁，宋代和尚法恭禅师、宋末佛教史學家志磐、普济、明代憨山德清大師、蕅益智旭大師及其弟子成時、净源法師。
支那的用法也在佛教语言之外使用，唐玄宗曾經寫詩道：

《題梵書》

鶴立蛇形勢未休，

五天文字鬼神愁。

支那弟子無言語，

穿耳胡僧笑點頭。

在官方外交文書中，施護在宋太宗時，負責翻譯天竺國國王給宋朝皇帝的國書時，將中國翻譯為支那，宋朝皇帝翻譯為支那皇帝。
至清朝時，文人龔自珍、彭希涑、蔣智由等人仍使用支那作為中國的稱呼。

## 名稱來源考證

### 中國古代記載
唐代僧侶慧苑認為，支那的名稱來自於中國人多所思慮。但義淨認為，支那只是一個名稱，在梵文中沒有特殊涵義。梵語，意為思慮，發音與拼法皆和接近，慧苑可能因此做出這個解釋。
《翻譯名義集》說，支那之名有兩個說法，一是文物國，二是邊遠之意。《雜阿毗曇心論》與《大毘婆沙論》皆以真丹或至那來比喻遙遠之意。
印度學學者西尔万·莱维認為，在古印度，支那原被用來泛指喜馬拉雅山脉以北的地區，代表遠方之國，通常不一定特指哪一個國家，往後才用為專指中國的名稱。馮承鈞認為，支那原為「遠方之國」，有边鄙之意，原本用来称呼喜马拉雅山脉以外的青藏高原地区，后来引申为对中国的称呼。

### 語言學考證
1655年，天主教傳教士衛匡國在其著作Nuvus Atlas Sinensis，將英語：，拉丁語：跟梵語：連結起來，認為來自同一字根。他認為公元前9世纪的秦国的名稱，轉變為梵語Thin、Chin，成為希臘語與拉丁語的Sinae，最終成為China。其后法国语言学家和汉学家伯希和和德国汉学家贝特霍尔德·劳费尔也支持此说。
也有學者認為希臘語與拉丁語的Sinae可能是由絲、瓷的音轉換的，如學者古希臘和羅馬稱絲為 Ser，Seres就是「產絲之國」。另一個則是 「Sinae」，「產瓷之國」。
清末蘇曼殊認為，支那這個字的對音，來自梵語（Cīna），但與秦朝無關。因為秦在上古漢語中為濁音（[zin]），近代才轉變為清音，學者鄭張尚芳主張，支那來自晉（[ʔsins]）的音轉。
費迪南·馮·李希霍芬在《中国地理历史研究》（China Ergebnisse eigener Reisen und darauf gegrundien）書中，主張支那的名稱來自越南的古地名，日南郡。澳大利亞漢學家韋傑夫（Geoff Wade）主張，支那一名來自贵州古國夜郎。

## 日本

### 古代日本

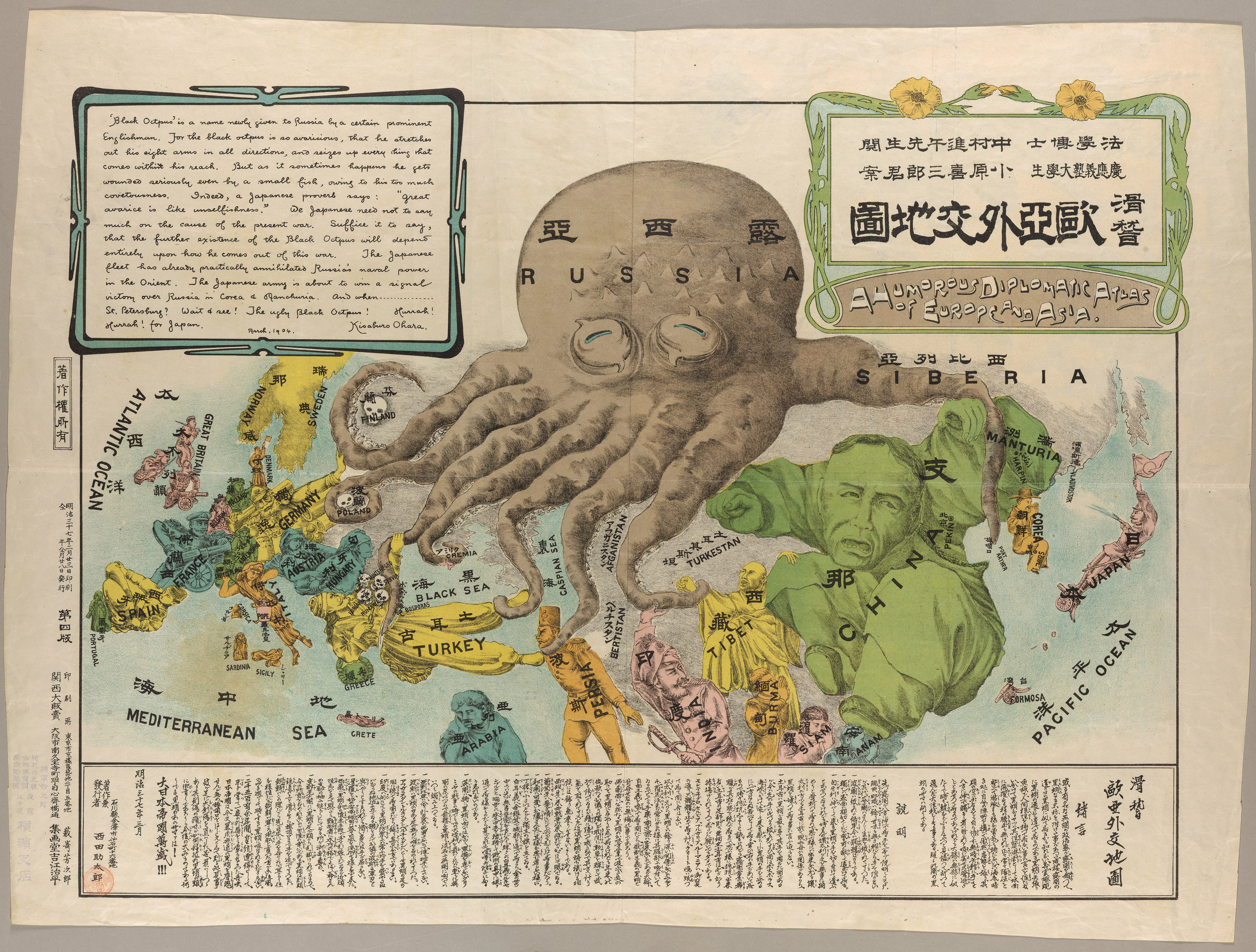
1904年日本印製“滑稽歐亞外交地圖”以漢字和英文標明露西亞、日本、朝鮮、台灣、支那、西藏、土耳其斯坦。图中支那包括中国本部、满洲、蒙古，但不包括突厥斯坦和吐蕃

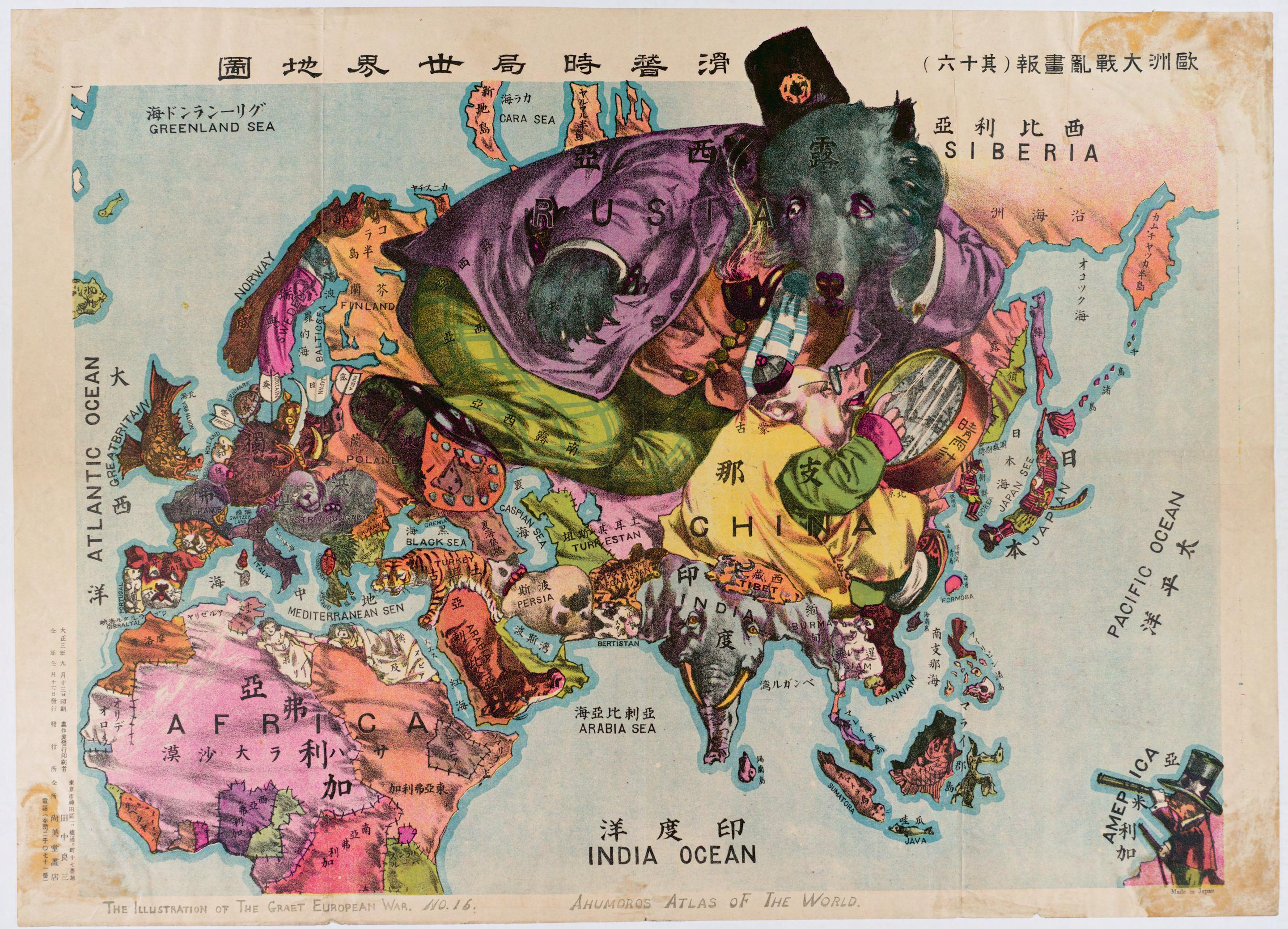
1914年日本印製“滑稽时局世界地圖”亦標明支那

經由中日間的學問僧往來，支那這個稱呼在唐朝傳入日本。例如空海的诗文集《性靈集》中即用到支那一词:453。鎌倉南北朝僧虎關師鍊《元亨釋書》等佛教典籍中，皆有使用支那名稱的記錄，但早期並不普遍流傳。
根據考證，日本古籍中曾重複出現「日本與中国」並將日本與中國並列成相對兩國的記載。
江戶時代，使用支那作為中國代稱的風俗漸廣，相傳由朱舜水傳入日本的拉麵，當時被稱為支那麵。
江户时代有一些日本学者如浅见絅斋、德川光圀、山鹿素行等认为，唐国以自身为中华，以其外为夷狄的做法是不可认同的。以日本人的观点称日本为中国才合理。:6德川光圀认为可以用震旦、支那乃至唐山来称呼唐国。
另有一說日本國內有領土稱「中國」，為了避免混淆也是原因之一，自江戶時代就開始設法區別，但使用支那之名，仍以佛教典籍為主，如日僧大玄《淨土頌義鈔探玄鈔》等。
18世紀初，蘭學家新井白石在與義大利傳教士談話後所著的地理書籍中，將西方人所言的「チイナ」（發音接近今義大利語對中國的稱呼Cina）解讀為「支那」，杉田玄白與大槻玄澤等人，效法荷蘭等歐洲國家，使用支那來稱呼中國，認為中國並不居於世界中心，也非文明最高之地，反對尊崇中國的風氣。幕府末期，以支那來作為中國代稱的習慣，在日本開始流行。蘭學家的主張，由福澤諭吉整理為脫亞論，支那的稱謂，在明治維新初年，在日本形成風氣，如高杉晉作曾以支那入詩。
明治政府初期把清朝稱為“大清國”，后称为“清國”，并不使用“支那”指称清朝，比如把甲午戰爭稱為日清戰爭。清朝治下的人民会被称为「清国人」或「清国奴」。

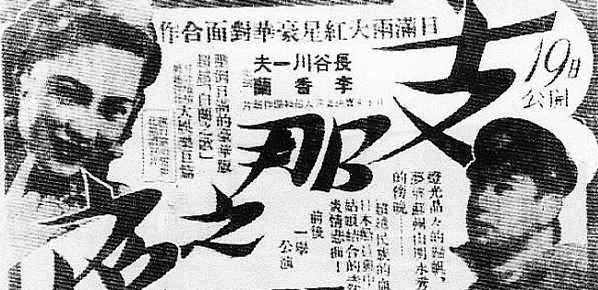
1940年日本與滿洲國兩大紅星合作主演的《支那之夜》，以支那指称中华民国（电影以上海及周边为舞台）

1912年2月，大清宣统皇帝退位。1913年5月、6月，日本政府进行讨论，决定以支那称呼中华民国，理由为参照欧美各国的做法，支那可以指代历朝不同国号的国家，而且在日本国内当时“支那”作为地理上的称呼已经被普遍接受。而日本承认中华民国是在1913年11月袁世凯就任大总统的时期，当时日本对中华民国政府的漢語照会文中称“中华民国”，但在奏请大正天皇批准的日文上奏文中称其为“支那共和国”。这为日本政府后续在日文公文中使用支那共和国称呼中华民国定下了基调。:2,3
20世纪30年代开始，上海日侨言论界就一直存在“支那”与“中国”的两词并用现象。

### 第二次世界大戰之後

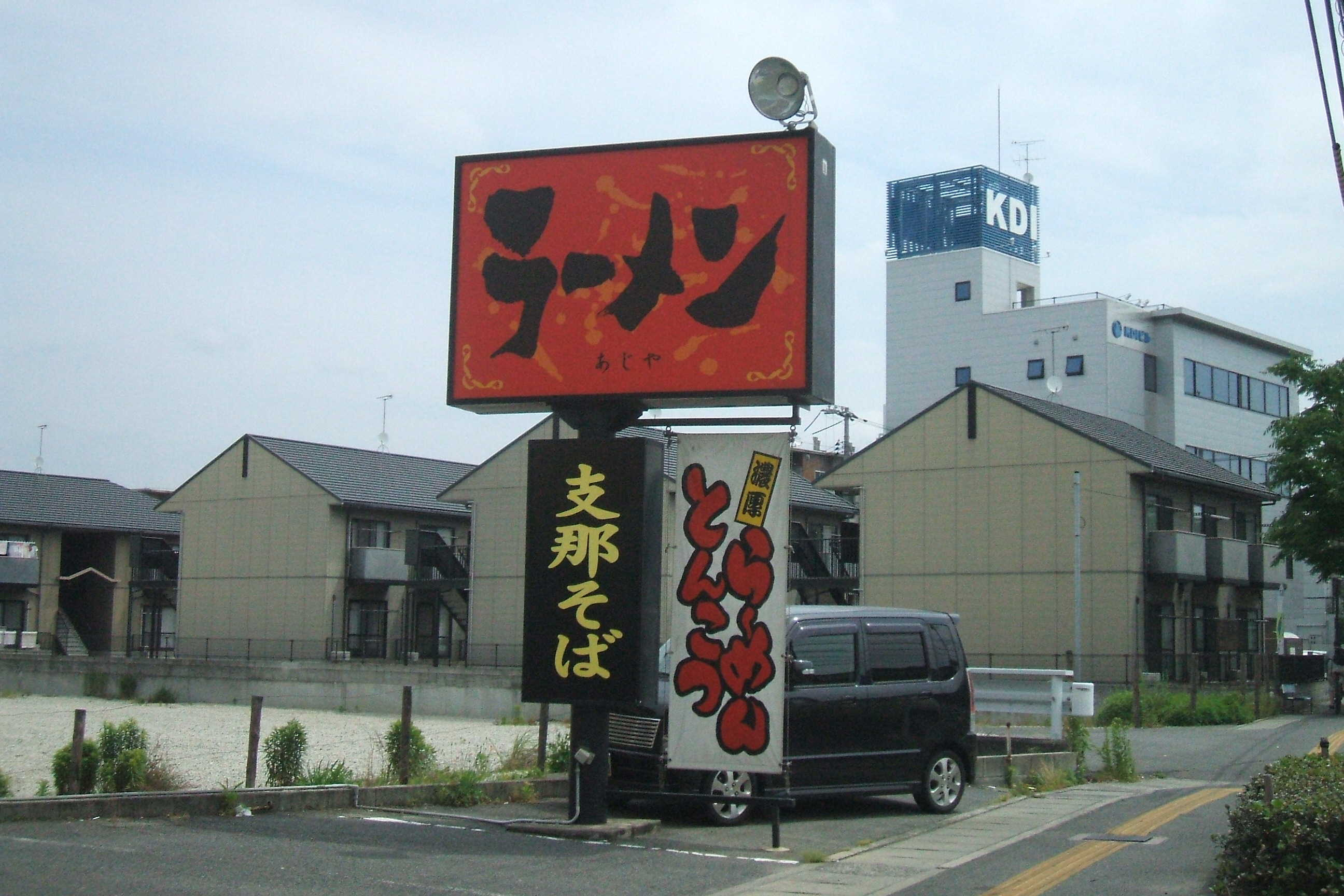
日本一家拉麵館的「支那荞麦」招牌

在第二次世界大戰期間，日本所称“支那人”，也包括海外華人如英属馬來亞、新加坡、荷属东印度之華人以及英属香港之華人。
二戰結束以後，日本盟軍佔領時期，駐日盟軍司令部（GHQ）政治顾问团对“支那”称谓进行了调查，认為“支那”称谓是一種對中國的歧视語，被用於仇恨中國上，指導日本政府應予改善。日本政府接受中华民国政府之要求，發布《關於回避使用支那稱呼之事宜》，已經不在政府與各類機關團體使用此一名詞，教科书和战时作品中的“支那”均一律改为“中国”，涉及到南海时（二战前称）则改用片假名记为。現代日本民間都不使用此词。1947年8月，日本京都學派重鎮、京都大學支那學會的機關刊物《支那學》在創刊27年後終刊。其後「支那學」改稱「中國學」（Sinology），「支那」漸成死語。

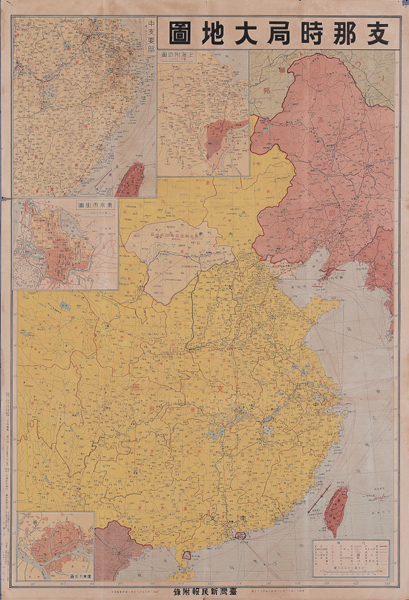
1937年日本所繪製地圖

日本漢學家實藤惠秀在其《中國人留學日本史》一書的中文版序言中寫道：「所筆者謹向已故留日學生在天之靈和現在仍健在的留日學生諸君鄭重報告，時至今日，這個非常令人厭惡的名稱（支那）已從日本語言中消失了。」
加拿大約克大學教授、日裔史學家若林正（Bob Tadashi Wakabayashi，或譯若林忠志）指出，如果當今中國人說他們因被稱為支那或支那人而感到受到傷害，那麼在禮貌上就應該不要使用這些用語。約克大學歷史學教授傅佛果舉出原被稱為「Negro」的黑人群體，將Negro當成貶義，要求作出改變的故事。認為中國人若反對被稱為支那，日本人應該放棄使用這個名稱。
日本議員石原慎太郎在2014年的一次记者招待会上曾使用支那人指称一位香港记者，同一次记者会上他数次使用支那一词，但也有自觉改口为中国的情形。此外，也有日本本土人士以"支那人"为詈语称呼琉球人。

## 近現代中國

### 清朝
明治維新後，日本書籍傳入中國，支那之名在中國復興。嚴復在其譯作中，以支那來譯英語，曾譯《支那教案論》，也曾以支那入詩，稱讚林纾翻譯的《巴黎茶花女遗事》能「断尽支那蕩子腸」。與林紓同譯《黑奴籲天錄》的魏易，在序中以支那自稱。林紓稱「支那」一詞並無貶義。
1886年，楊仁山出使英倫，結識南條文雄，回國後，倡印大藏經，希望振興佛教，以佛教振興中國，作〈支那佛教振興策〉。
日俄戰爭後，日本躋身世界強國之列，中國至日本留學的風氣興起後，以支那自稱的習慣在中國也慢慢傳開，尤其是反对清朝统治的革命家们。1902年，章太炎、秦力山等在日本東京舉行支那亡國二百四十二年紀念會，並在創會通告中多次提到支那，242年算自南明永曆帝敗亡，章太炎對日本警長說：「余等皆支那人，非清國人。」1904年，宋教仁等華興會成員在東京創辦了《二十世紀之支那》雜誌。
梁啟超曾以支那少年為筆名，出版过《支那四千年开化史》，并且在其他文章中常以支那自稱，但也有以中國自稱者。康有為之女康同璧有「若论女士西游者，我是支那第一人」的詩句傳世，曾得毛澤東贊賞。另如孫中山的革命伙伴，日本人梅屋庄吉，在辛亥革命成功後在日本發起成立「支那共和國公認期成同盟會」，敦促日本政府承認中華民國。
1910年，同盟會成員，仿效日本明治維新時期的人斬，結合洪門等勢力，成立支那暗殺團（又稱東方暗殺團），以刺殺清朝顯貴為目標。
清末成書的《新元史》，整理古蒙古記錄，提到有支那人住在和林。意指居住在蒙古帝國中的漢人。

### 中華民國
1912年，中華民國成立之後，「中華民國」此國號並沒有立即得到日本承認。1913年7月，日本政府明文規定：今後不論中國的國號如何變化，日本均以「支那」稱呼中國。日本將中華民國稱為“支那共和國”，也始于此時。
1913年10月16日，中國駐日代理公使奉中國政府訓令拜訪日方官員，要求廢除「支那共和國」一稱 ，改稱中國自主選擇的國號中華民國，中方民間亦有此要求，然而日方拒絕中方民众及政府的要求，交涉未果。在《二十一條要求》交涉、巴黎和會及五四運動時，中方對日方堅持使用支那一詞進行抗議，亦未獲理會。1914年，孫文給日本首相大隈重信伯爵的密函中仍自稱支那、對支政策、支那革命黨、支那國民、支那人等，共計34次。
1915年，中國留日學生彭文祖在《盲人瞎馬之新名詞》一書，抨擊“支那”是來自日文的新名詞，呼籲國人盡快廢棄。1919年，在中國國內出版的《東遊揮汗錄》中，作者對日本稱為中國為“支那”一事進行了抨擊。1921年，唐蔚芝作〈不忍人之政論〉，認為歐美人以支那人稱呼中國人，是對中國的種族歧視，主張復興孟子儒學，以復興中國。同年，郁達夫出版短篇小說《沉淪》，故事主角由中國至日本留學，周遭的人雖然待他沒有異常，但因懷抱身為中國人的自卑感，暗自懷疑別人心中對他有歧視，產生憂鬱症，終而自殺。故事主角自稱支那人。在小說《雪之夜》中，郁達夫表達在日本時，被日本人稱為支那或支那人，感受到自卑跟被侮辱的感受。

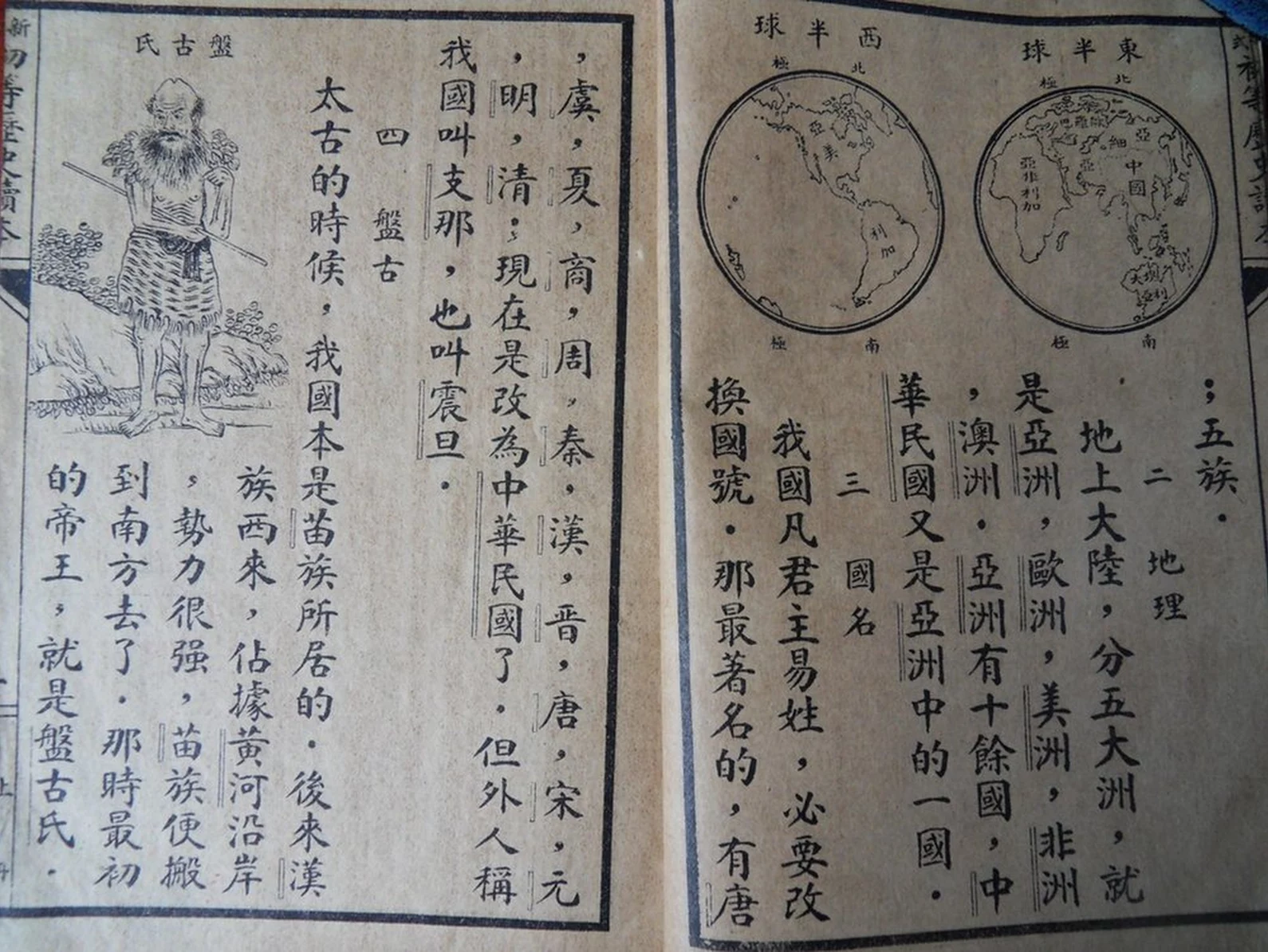
1924年世界书局出版的《新式初等历史读本》里有一段话：我国凡君主易姓，必要改换国号，那最著名的，有唐，虞，夏，商，周，秦，汉，晋，唐，宋，元，明，清。现在是改为中华民国了，但外人称我国叫支那，也叫震旦。

1920年，李大钊表示三年前，劳动杂志上有过一个题目叫“不入支那人清梦之五月一日”。1922年，歐陽竟無在南京創辦支那內學院，復興唯識學。1925年，诗人闻一多在其诗歌《我是中国人》中自称“我是中国人，我是支那人”。
1929年，柳亞子寫詩讚揚孫文與毛澤東，有「並世支那兩列寧」詩句。
在日本全面挑起侵華戰爭後，日本外務省開始追隨軍部稱呼中華民國為「支那」，此後「支那」被視為是一種種族歧視用語，是對中國人的貶抑。經中華民國政府蔣介石領銜抗議後，日本政府官方已宣布不再於正式場合使用這個名詞。
1930年5月6日，國民黨中央政治會議議決、並責令外交部照會日本政府：「今後稱呼中國，英文須寫National Republic of China，中文須寫大中華民國。倘若日方公文使用『支那』之類的文字，中國外交部可斷然拒絕接受」。19日，國民政府文書局長楊熙績又在總理紀念周政治報告中提出抗議：「私人交際尚應名從主人，況國交云。......倘日本再有如此無理之字樣，我務當予以退還並嚴詞詰責之」中方的強硬態度引起了日本駐華外交機關的注意和日本媒體的反擊。
其後中國民間各地一些媒體如《民國日報》和《武漢日報》發表同名的長篇連載評論予以批駁日方：

- （中國政府）有將來如再發現此種稱呼即將來文退還之正式申告…… 實在是很合理的；
- 中國之所以定國名為“中華民國”，是因為“中華”二字說明了我們種族的根源、歷史、特質和文化；“民國”二字則既合民為邦本之意，又符三民主義之義，其“意義之精深遠大，更不能以歷史上殘廢名詞的「帝國」「皇國」諸名詞相提並論；
- 在孫總理改國號為“中華民國”已19年的今天，日本政府當局及知識階級仍在國際上稱中國為“支那”，不是表示他國際禮節的失檢，就是表示他文化落後知識閉塞罷了。 ……所以負了普及中國文化與日本有悠久的歷史關係的中華國民，便不能眼睜睜的看著同種同文的日本國民和他們政府當局的疏忽、任他們遭受不明國際稱呼及國際禮節的恥辱和譏箋而不加以指正。 ……（日方）自己既不願意被人稱做『 大倭帝國 』，為甚偏以輾轉譯音的名字稱謂別人的國家呢。公然書於國際公文上面，已屬大失禮儀 。又復強詞奪理曉曉置辯，適足以充分的表曝其狂妄誇大、揚已抑人的島民根性 。

1932年日本官方在中華民國國民政府的要求之下，改以「中華民國」代替支那在官方文書的稱呼，但民間報刊仍稱中國爲“支那”。

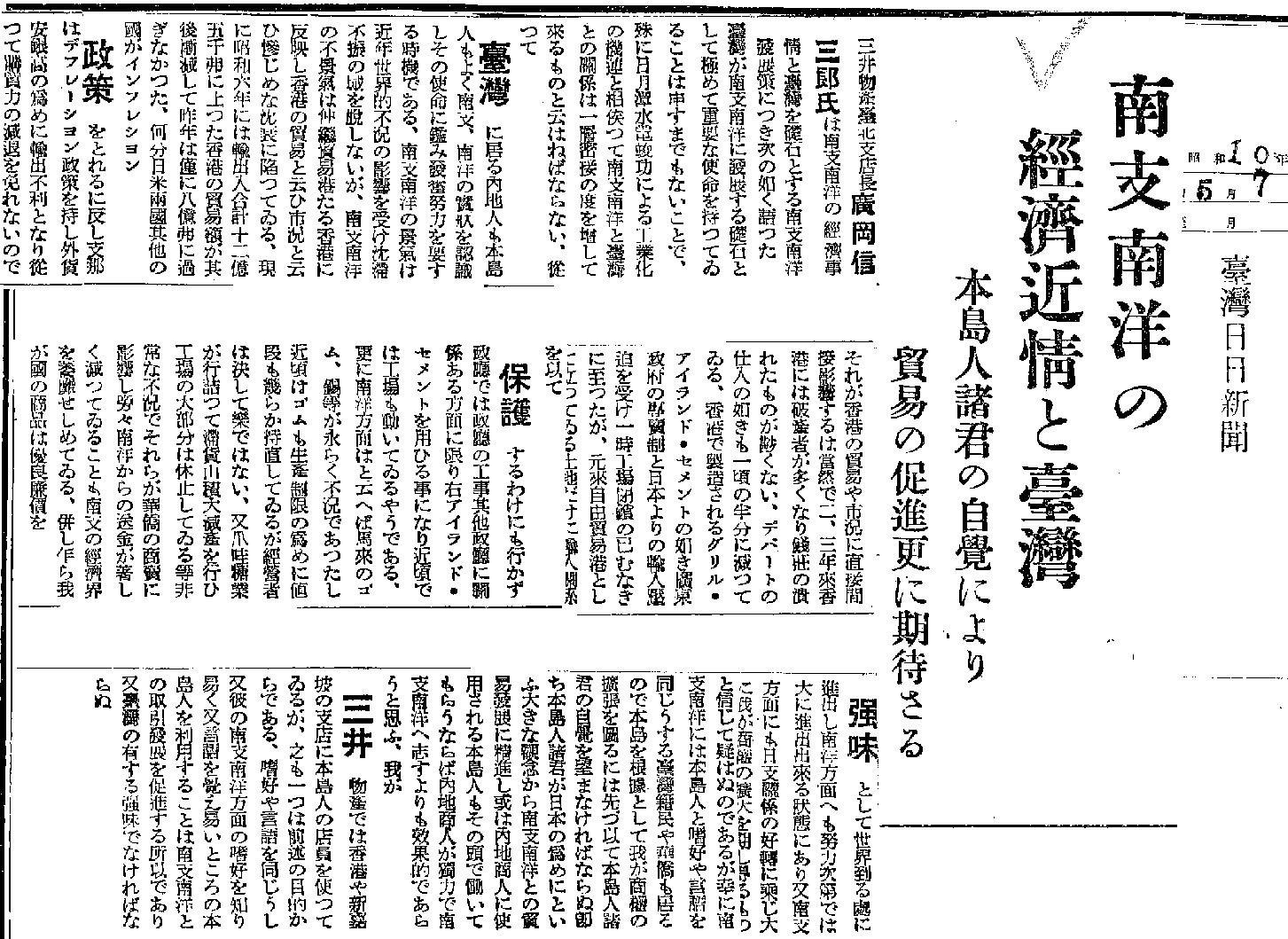
1935年《臺灣日日新聞》記載臺灣與南支那和南洋的貿易

1934年7月13日，蒋介石对庐山军官训练团演講时提到「支那」一词，他认为「支那」是日文「死」字的諧音。蔣說：「他（日本）叫我们中国叫『支那』，这『支那』两字，照日本话是什么意义呢？就是半死人！可知他眼中就没有我们中国，所以不称我们中国为中华民国，而始终叫我们为『支那』」。

1935年，法尊譯《菩提道次第廣論》出版，太虛大師作宗喀巴偈贊，以支那釋子自稱。其中，依照梵文，將中國譯為支那。

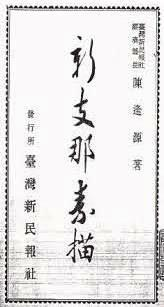
1939年《臺灣新民報》社所出版陳逢源著《新支那素描》

1939年，《菩提道次第略論》出版，同樣以支那作為中國譯名。
1937年發生七七事变，中日爆發全面戰爭。日方把七七事变叫做“支那事变”。整个抗日战争期间，日本官方也把中国叫做支那。由於「支那」已演變成貶低中國的歧視性詞語，因此于右任在報章上提議將印度支那半島改稱為「中南半島」，意為「在中國以南的半島」。
但仍有少數學者如陳寅恪偶爾使用支那稱中國。
葛維漢（D.C.Graham）於1940年代至中國進行民族誌採訪，記錄一位羌族居民的口傳古代故事，故事中稱漢族古名為「支那」（Tzu La），而羌族自稱「戈拉」（Gu La）。

## 中華人民共和國
1949年中華人民共和國成立後，認為“支那”是歧視性字眼。
中國有少數民族的語言中有以「支那」為地名，但與梵文及日文意指「中國」之用法無關。位於雲南德宏傣族景頗族自治州盈江縣中，其中一個鄉鎮名為「支那鄉」；同省楚雄彝族自治州永仁縣中和鎮的轄下鄉村中，亦有地方名為「支那村」。
在中文裏“支那”一詞也还由于历史关系没有被彻底淘汰，如地理名称「印度支那」，但以支那一詞作為對中國地域之代稱則已全面消失。中華人民共和國《國務院批轉關於改用漢語拼音方案作為我國人名地名羅馬字母拼寫法的統一規範的報告》中實施說明第二點表明，在羅馬字母各語文中國國名的譯寫法不變，不會要求外國統一使用漢語拼音（Zhōngguó） 作中國國名。
1998年，中國大陸四大入口網站之一的「新浪」成立，網址的英文寫法是sina.com，引起部分在日本的中國大陸移民和留學生抗議，因為sina是「支那」一詞的日語訓令式羅馬字；他們深怕網站一旦流行，勢必在日本勾起不必要的聯想，加深一些日本人對他們的歧視，因為「支那」一詞在軍國主義上含歧視隱義。這種引起誤會的使用事件還有支付寶。2018年10月，支付寶的廣告文案「他乡遇故支」遭到指責，部分網友認為「他乡遇故支」的「支」指的是「支那」。也有不少人持不同看法，認為將「他乡遇故支」的「支」解讀為「支那」純屬無聊。支付宝則在官方微博辯解稱，「他乡遇故『支』，我是小支，支付宝的支。手机上那个支付宝的只有一个『支』字logo的我。希望每个出境游玩的中国人都能在异国他乡偶遇我，偶遇一份温暖。」
2008年7月24日，重慶一即將開業的火鍋起名“支那”，并打出橫幅“支那火锅即将开业，免费赠汤圆红酒，欢迎届时光临！”引起一名過路人憤慨，并将现场照片发在龙湖论坛上，该店随即招来众网友猛烈抨击。25日横幅被城管扯下。31日一名自称该火锅馆老板的男子向重庆晚报打来电话，表示取名“支那”是工作人员失误，希望通过媒体向民众道歉。在火锅馆门口，男子为了显示自己道歉的真诚，更是手举道歉信跪下。
2015年9月29日，有網民指出台湾女演员钟屿晨在脸书發文称：“找到可以去厦门赚爆支那人的钱来为台独势力努力的合作伙伴”。又称合作对象是某中國大陸国企。有网民表示“这种虚伪行为可耻”，要认真调查疑似涉事企业。10月8日，台湾歌手黄安向国台办举报钟屿晨和其父亲钟大伟曾于当年9月初来厦门与夏商集团洽谈。国台办于16日承认确有其事并称夏商集团不会和钟屿晨父女有任何合作。
2017年7月31日，中华人民共和国国家工商行政管理总局印发《企业名称禁限用规则》，规定企业名称不得含有“支那”一词。
2017年9月7日，一名在港中大就读的内地学生唐立培在微博与网友掀起骂战，并用「支蛆」一词辱骂网友。9月9日凌晨微博ID为「@唐立培你多读点书行不行」的账号发消息对此前对网友使用「支蛆」等词解释称，「一时冲动的口舌之争，如有冒犯，十分抱歉。特别是文章发出前的微博中所用的‘支蛆’等言论，冲动之下，口不择言，现在我收回，并再次致歉。」9月12日晚，唐立培的高中就读学校泸州天立国际学校官网移除了唐立培的名字。
2018年1月，日本漫画作品《爱吃拉面的小泉同学》改编成动画播出。該動畫片第七话约12分钟的时候，画面中店家的招牌「广东支那荞麦轩」、「支那荞麦」、「支那御料理」，台湾播出时则是完整保留，但是中国大陸播出时，「支那」2字被涂掉，变成「广东荞麦轩」、「御料理」，「支那荞麦」则是全部涂掉。
2018年4月19日，《复仇者联盟3：无限之战》在上海迪士尼小镇举办宣传活动，活动本身组织混乱，活动结束后现场留下大量垃圾，对此一名名叫「@洁洁良」的新浪微博网友（厦门大学环境与生态学院在讀研究生、中国共产党党员田佳良）因用“恶臭你支”讽刺这种现象。随即「@洁洁良」和其他网友发生争执，过程中「@洁洁良」多次使用“支那”一词。网友提醒支那是侮辱中国的意思，洁洁良回应“废话，不侮辱，我说它干嘛”。事件被媒体曝光后引发网友强烈愤慨。@洁洁良所就读的厦门大学表示调查此事并给予田佳良留党察看、留校察看处分。同年8月15日，田佳良被開除黨籍並退學。
2020年6月，中國科學院大學一名學生季子越在其名為「神樂坂 梓月」的twitter賬戶使用「支那」「賤畜」「廢物」「支那解體不是更好嗎？」等字眼，引起網民不滿。6月27日，中國科學院大學發布聲明，譴責季子越的相關言論，並聲稱已經成立調查小組進行處理。涉事學生事後道歉，自稱傷害了祖國，辜負了父母。7月19日，季子越被中國科學院大學開除。
2021年10月1日，遼寧盤錦一男子的私家車上因為张贴「支那製造」、「武运长久」而被盘锦警方拘留15日，并处以人民幣1,000元罚款。
安倍晉三遇刺案發生後，2022年7月9日，唐山師範學院中文系前教授石文瑛不滿中國人發文慶賀安倍晉三死亡，於是在新浪微博指這類人是「支那劣根奴」。唐山师范学院隨即對石文瑛展開調查。
2023年4月，浙江大學電氣工程學院研究所畢業的何姓學生原本已取得紹興市新昌縣鄉鎮公務員錄取資格，但因被人舉報在浙大內部論壇稱呼其他學生為「支那人」，被迫放棄錄用名額。

### 香港

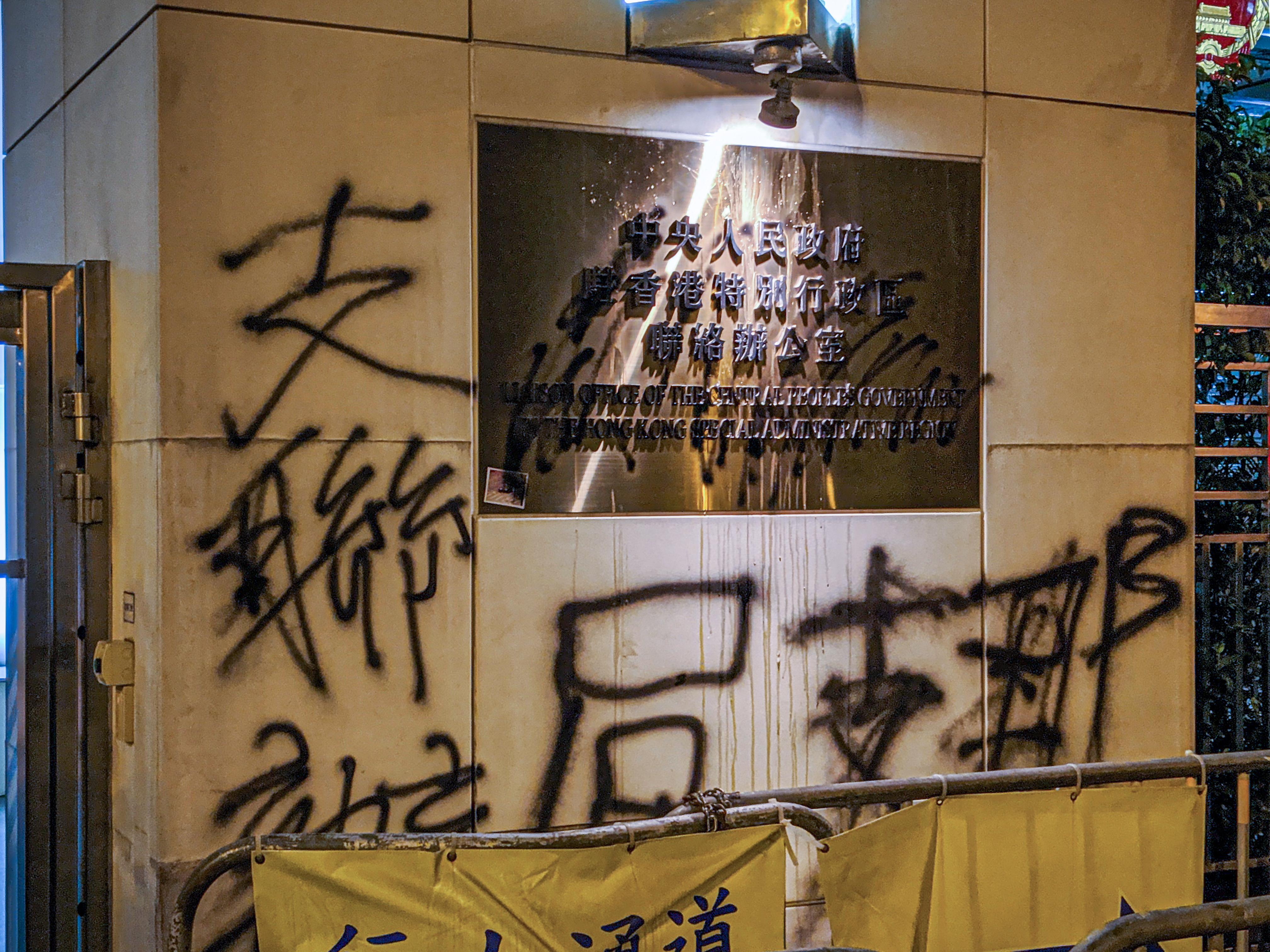
2019年7月21日的遊行上，香港中聯辦門口遭到示威者使用油漆噴上「支那」等字眼

2012年9月15日，数十名香港网民响应社交网络号召，到上水港铁站近彩园村的出口外示威。他们不满水货客阻塞港铁站，影响北区居民生活，大批市民围观。有示威者举起辱骂中国人的标语，又高叫反对中国人的口号，场面一度混乱，期间有示威者被掌掴。有示威者举起辱骂中国人的标语，又高叫反对中国人的口号，场面一度混乱，期间有示威者因呼喊「支那人」被掌掴。
2012年10月，香港高登有用戶將PSY的《江南Style》重新填詞，二次創作了「核突支那Style」MV（「核突」即「噁心」），歌詞內容嘲諷中國大陸人隨處便溺，再次引發陆港網民罵戰。
2013年1月，香港的日本超市生活創庫出售一種日本牌子的日本拉面（支那そば），價錢牌上譯爲「日本健康支那麵」，結果此事被臉書網民群組惡搞，隨後該商品被下架。次文化堂社長彭志銘估計，可能是該超市大意。
2013年12月24日，提倡港獨組織香港人优先在脸书账号声称“奉劝大家莫讲话唔好用支那银行服务、连支那银行钞票都唔好用！八成假架！”。12月26日，以招显聪为首的几名香港人优先成员手挥港英旗，闯入解放军驻港部队总部内，并高叫“解放军滚出香港”等口号，遭到站岗解放军卫兵的制止，驻港部队随后关上大门戒备。“香港人优先”组织的脸书账号则发布消息声称“我地强袭支那军驻港军营”。
2014年，《东方日报》报道，部分“反赤化、反殖民”激进组织人士在其“驱蝗行动”中以“支那”称呼中国，以“支那猪”称呼内地居民。
2014年12月26日，上水海禧广场两间相连店铺闸门，有人用红油喷上简体字「护港驱蝗」，及「X你支那」等字句涂污。。
2015年6月6日，2015年度升小统一派位放榜，约20名香港本土力量及热血公民成员到位于上水香海正觉莲社佛教正慧小学的跨境学童派位中心门外，不断用扬声器大叫“双非返大陆”的口号，并拉起“我不是中国人”、“支那蝗虫返大陆”等横额，指責在港出生的双非学童来港抢学位读书。“本土力量”发言人何志光称，双非学童侵占港人学额，长大后抢香港人的工作，对港人子女不公平等。
2015年6月11日于香港举行的香港对不丹世界杯外围赛，当大会按慣例在球赛开始前奏起中华人民共和国国歌时，几乎全场一片嘘声，持续到奏完，完全掩蓋了歌曲。有在中国大陆看直播的民众不满，指发嘘声的人是「港狗」、「奴隶」；而香港球迷则上載现场影片助威，大骂大陆網民是「支那狗」。
2015年8月热血公民主席郑松泰在网台节目声称：“‘支那’会‘支爆’？嘛。咁‘支爆’嘅话，到时香港同大陆谈判嗰阵，搵咩人谈判呀?”
2015年11月17日晚，旺角大球場進行中國隊對陣香港隊的世界杯外圍賽。場外有幾名香港本土力量成員高舉“HONGKONG IS NOT CHINA（香港不是中國）”的標語，召集人何志光高呼“中國人滾出香港”、“中國必敗”、“支那必敗”等口號，有不少人附和，高呼“香港建國”和應，亦有人揮動龍獅旗。
2016年9月，香港特区政府照例在10月1日当天举行酒会以及升旗礼，包括多个新当选的非建制派议员都获邀出席，但除了民主党和前学运领袖、香港眾志主席罗冠聪答应出席之外，其余公民党以及青年新政已经表明不会出席。青年新政更发表声明称呼「中华人民共和国国庆节」是「支共国庆」。
2016年10月12日，青年新政候任立法會議員梁頌恒、游蕙禎在就職時以英語宣誓期間，「China」部份讀出「Chi-na」（梁於事後辯稱是口音所致），被認為有冒犯及侮辱中國人之意。同年11月，律師余若海引用中文維基百科「支那」條目指有理由相信兩人借宣誓鼓吹港獨。同月15日，法庭裁定取消兩人的議員資格。
2016年10月19日，岭南大学一名大陸女生於網上遭到辱罵。該名女生投诉她入住的岭大南宿霍藻棉楼（Hostel B）5楼属男女混合楼层，同层学生常闹至三更半夜。19日凌晨两点过后仍被吵得不能入睡，出走廊发现至少十多名男学生聚集喧哗嬉戏。女生开声要求「你哋可唔可以收声呀？」随即一名男生刻意大叫「细声啲呀！夜啦！唔好嘈！有人瞓觉呀！」女生不满反问「你係咪觉得好好玩？」男生不停高叫「返去同Warden讲呀！」期间所有人退回房间，但有人刻意将音乐声调较得更大。该名内地女生将片段放上网，并以英语留言批评这批男生，又称对香港的未来感到担心。有留言反讥拍片女生是「支那狗」，並持有双重标准。
2016年10月25日，本土民主前線成員黃台仰在台灣期間於網台《Channel-i》直播節目中，發表支持涉嫌辱華誓詞的候任議員游蕙禎和梁頌恆的言論，明確表示支持香港獨立，並且講述與「台獨」人士交流的經歷，又稱「我在台灣日日講『支那』，咁又點?共產黨是我仇家，難道還要中共、爺爺咁樣叫」。
2017年4月25日，亚冠G组小组赛香港东方足球队主场对阵广州恒大的比赛期间有恒大球迷向东方球迷方向举中指，至赛事尾声，恒大球迷举「歼英犬灭港毒」横额挑衅，部分香港球迷大叫「支那狗」还击。
2017年9月8日，香港中文大學涉及政治衝突事件，並爆發社會關注的罵戰事件。前香港中文大學學生會會長周竪峰以對方多次違規使用民主牆為由，借機向中國大陸學生發怒，不斷用粵語辱罵，及以「支那人」稱呼對方。
反修例运动期間支那多次見諸報端，被用來攻擊中國大陸以及支持中國大陸的人士。如2019年7月21日香港反對逃犯條例修訂草案遊行，有示威者包圍中聯辦的過程中，朝中聯辦門口的中國國徽擲油漆彈，在中聯辦外牆寫上「屌支那」、「支聯辦」、「fk支那」等標語。中聯辦以及國務院港澳辦認為這些示威者朝中聯辦辦公大樓門口懸掛的國徽投擲黑色油漆彈，在外牆噴塗侮辱國家、民族的字句等行為已完全超出和平示威的範疇，性質嚴重，影響惡劣，對此強烈譴責。同年8月，一芳水果茶香港門店因發表支持一國兩制言論在香港深水埗的分店遭到示威民眾惡搞，將一芳台灣水果茶改成「共芳支那水果茶」。而支持香港警方的陳小春在林口體育館開唱前亦有人在體育館噴塗「支那陳小春」字眼。同年12月28日，有示威者在連接上水廣場及火車站的行人天橋，斥責拖行李箱經過的內地旅客及港人為「支那人」。
香港蘋果日報的專欄作家練乙錚從古代字源分析，認為支那並不一定是歧視字眼，並在香港報紙發表文章說明：「英國跟日本一樣曾侵略中國，而英文China一辭，不僅與『支那』同源，背後涵義亦一樣，偏偏中國人卻甘之如飴，甚至用作國家的正式英文名稱。」他認為這「雙重標準」的成因來自中國人對西方白種人的「洪荒敬畏」。
然而東京大學博士、北京大学哲学系教授周程指出，「支那」並非是「Sino」的音譯，而是它的意譯，且「na」和「no」的注音假名完全不同，若要音譯「Sino」，那就應該譯成「希惱」，而不是「希吶」，如果日語「支那」的語音真的是由「China」演變而成，那麼它的注音應為「恰依吶」，而不是「希吶」。
「支那人」一詞的針對對象為華人，至今部分日本右翼和部分支持香港獨立的本土派支持者亦仍然使用這類用詞。
香港建制派評論員陳凱文认为，以“支那”一词的词源证明这个词语在当今没有贬义属于词源谬误。。有香港媒體認爲，該詞匯与中華人民共和國及中國共產黨關係不大。

## 印尼
十七世紀印尼馬來文古籍《馬來紀年》已用「支那」稱呼中國與華人，華人也如此自我稱呼，當時「支那」一詞並沒有貶義。二十世紀中國民族主義開始興起，印尼華人尤其是土生華人也受到民族主義衝擊。1900年在雅加達創立的華人社團也以《中華會館》命名，當時「支那」與「中華」兩者並用，直到中華民國於1912成立後，華族民族主義抬頭，「中國」與「中華」兩個詞語才開始在印尼華人之間通行。
早期移民的印尼土生華人已经失去说中國話的能力，而以馬來話溝通。由於他們以福建人為最多，因此將「中國」拼寫為Tiongkok，將「中華」拼寫為Tionghoa。土生華人的書報就用這兩詞。當時印尼民族主義運動也掀起，土生華人報章支持印尼民族運動，稱呼荷屬東印度（Hindia Belanda）為印度尼西亞，土著為「印度尼西亞人」（Indonesier 或 orang Indonesia）。印尼報章也以「Tiongkok 或 Tionghoa」稱呼中國與華人。在中日戰爭時，「支那」變成了歧視與侮辱中國及其民族的名詞，致使印尼華人愈加唾棄這個字眼。從此，「支那」變成了過時的貶義詞，開始具有落後、弱小等負面含義。印尼土著也只有在抨擊華人與中國時才用「支那」字眼。1949年成立的中华人民共和国的印尼名稱也被名為 Republik Rakyat Tiongkok。Tiongkok 和 Tionghoa兩詞在印尼通行了半個世紀，為印尼官方及民間使用，直到蘇哈托當政的年代，反華氣氛濃烈，「支那」一詞多被持有反華立場的人所用，後來中印關係回暖，印尼官方才恢復「中華」的稱謂。
1965年，印尼蘇哈托政府指控中國共產黨政府在幕後支持印度尼西亞共產黨發動九三〇事件，企圖在印尼製造政變，中印關係由此開始交惡，印共勢力後來亦被蘇哈托瓦解。1966年8月，印尼陸軍召開第二屆研討會，會上決定改用「Tjina 或 Cina」取代原先的「Tiongkok」和「Tionghoa」，並且稱呼中華人民共和國為 Republik Rakyat Tjina（支那人民共和國）。決議書中表示，改變稱呼的原因是為了消除印尼本國原住民的自卑感，消除在印尼本土居留的華僑的優越感，而且“支那”一詞符合印尼歷史與語言學。方案提出後，印尼許多反華報章開始仿效，然而當地華人以及一些印尼原住民反對相關方案，有些印尼報章拒絕更改對中國和華人的稱謂。中国政府亦做出回应，强调“‘支那’一词，是在印尼还受到帝国主义和殖民主义统治时期用来侮辱中国人民的用语”，指责印尼政府“为了煽动反华排华的种族主义情绪，不惜抄袭帝国主义者和殖民主义者的这种肮脏语言”。
1967年6月28日，蘇哈托內閣主席團通知官方及民間機構和報章不再使用「Tiongkok」和「Tionghoa」，全部統一改用“支那”，導致中印關係繼續惡化，1967年10月31日中印國斷絕邦交。中方後來提出以英文 China 作为中国国家的印尼名称，中国的印尼名改稱為 Republik Rakyat China， 以 China 以取代 Tjina 或 Cina。
直到2014年3月12日，時任印尼總統蘇西洛·班邦·尤多約諾正式宣佈廢除已經沿用將近47年的官方用詞「支那」，恢復「中國」與「中華」的稱謂。2014年3月26日，印尼官方開始废除Tjina／Cina（支那）一词，重新採用 Tionghoa （中华）作为對华人的称谓，也将 Republik Rakyat China 改回 Republik Rakyat Tiongkok。

## 臺灣

### 日治時期

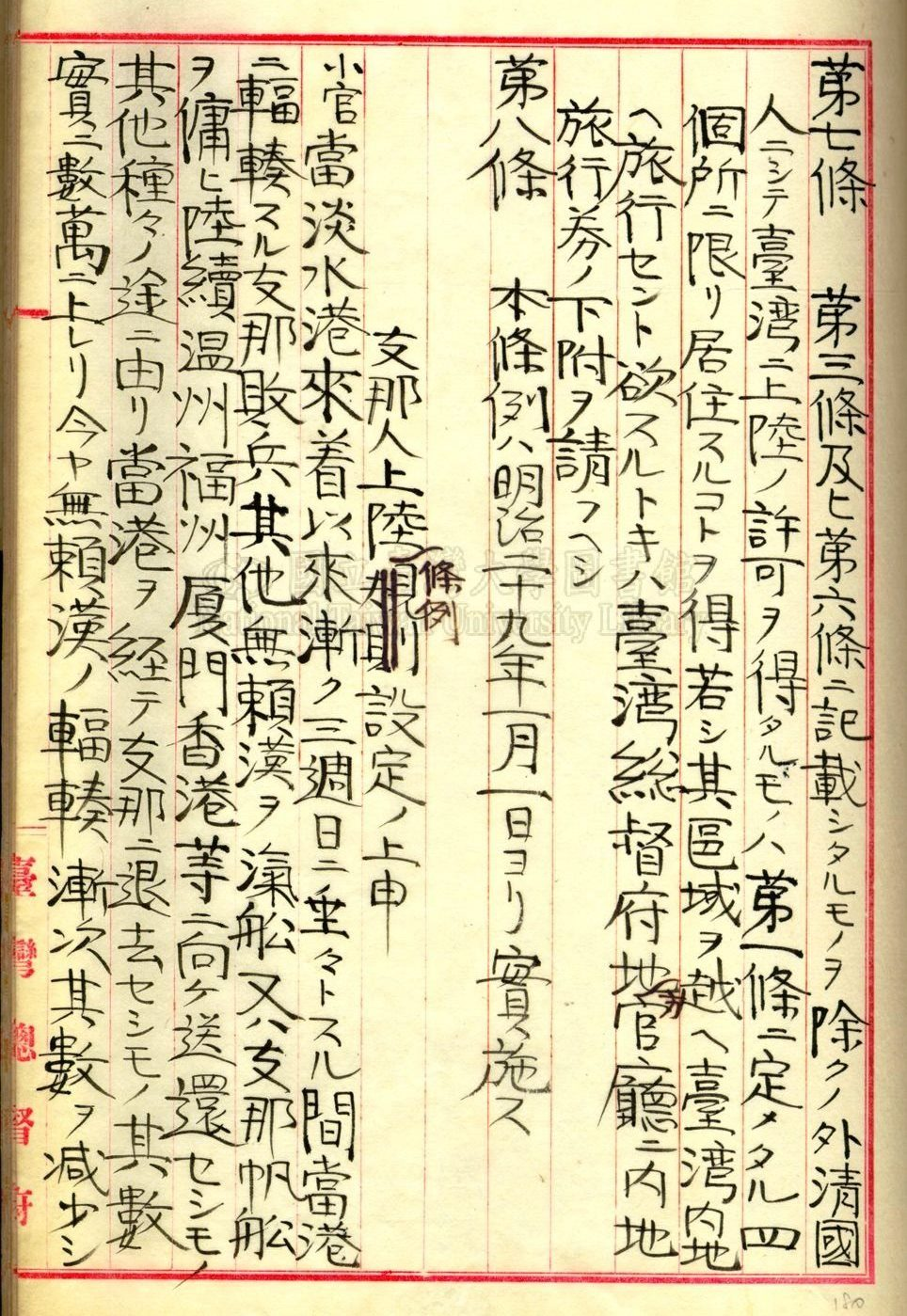
1896年，台湾總督府公佈的「支那人上陸条例」

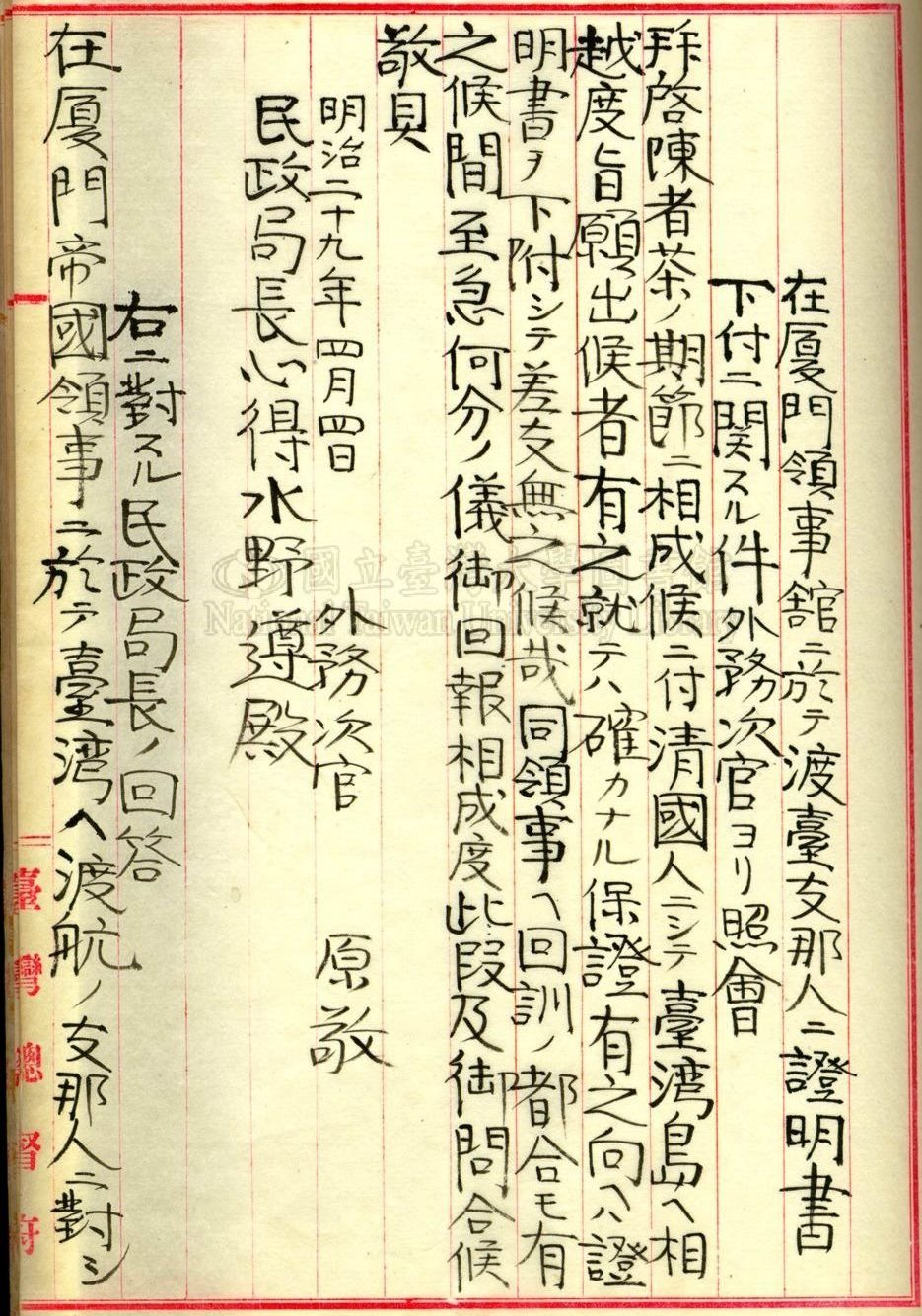
1896年4月4日，日本外務省次官原敬致臺灣民政局長水野遵的照會

在臺灣日治時期，教育比照日本之用法，將中國大陸稱為支那，稱中國為支那成為一般的習慣。如1918年，賴和於《台灣日日新報》發表的詩作，與連橫發表的文章《鴉片有益論》，1936年陳逢源出版《新支那素描》，1941年江文也出版《上代支那正樂考》。

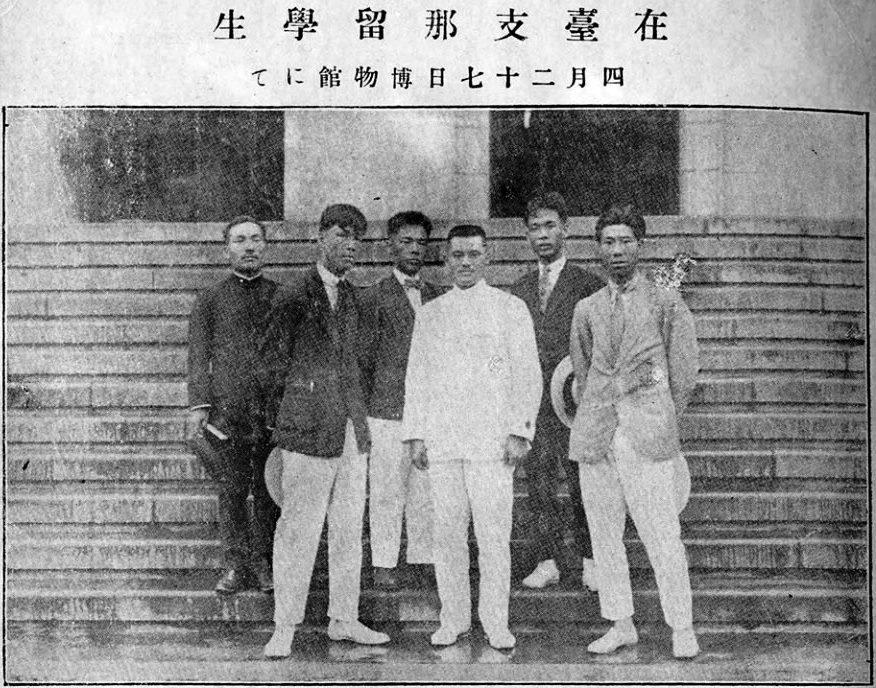
畢業紀念冊裏印載著1921年旅居臺灣的中國留學生

中國民族主義者，如吳克泰等人，因認同中國，表示不滿。日本人認為台灣對中國的認同，會影響日本人的統治，也認為中國大陸企圖透過各種關係，在台灣製造革命，使台灣脫離日本的統治。
1914年，板垣退助來台灣，宣揚亞細亞主義，希望台灣人成為日本人與中國人（支那人）之間的橋樑。他回到日本後，發表《台灣之急務》，主張同化主義，讓台灣人享有與日本人同等待遇，融入日本。板垣等人稱台灣為「本島人」，稱在台日本人為「在台內地人」。

1923年，蔣渭水推動臺灣議會設置請願運動，辜顯榮組織台灣士紳反對，在台中演講，宣揚日本統治成效，以及中國的落後時，以支那稱中國，並宣稱「吾人寧可做太平之狗，而不做亂世之民」。

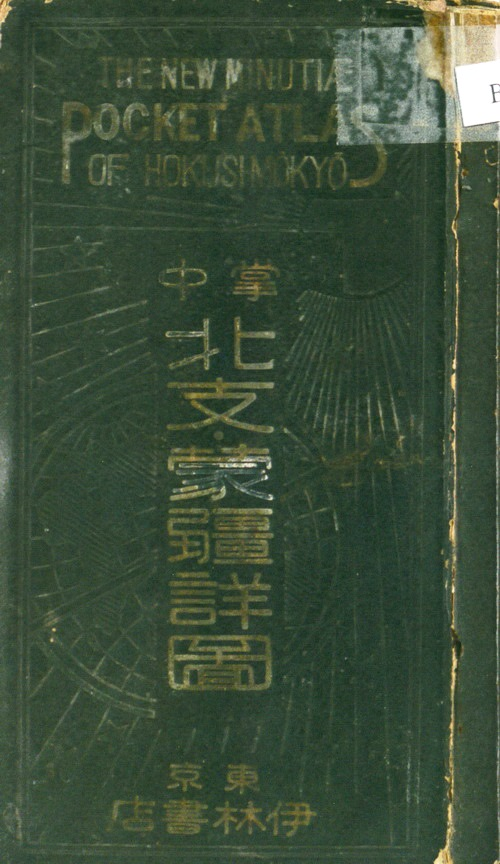
1939年東京依林書店出版的〈掌中北支‧蒙疆詳圖〉

1936年3月，林獻堂參加《台灣新民報》所組成的華南考察團，至中國遊歷，在上海歡迎會致謝辭時，說了一句：「我們回到了祖國！」《台灣日日新報》報導此事，6月17日，由在台日本人組成的愛國政治同盟會，毆打林獻堂，造成祖國支那事件。
1898年，臺灣總督府設置的「臨時臺灣土地調查局」進行關於土地的舊慣調查，並將調查資料均收錄於《臨時臺灣土地調查局公文類纂》內。1900年，日本法學者岡松參太郎以實地調查為基礎，編成《臺灣舊慣制度調查一斑》，當中記載：「今所謂臺灣土人，皆是來自中國的移住民，依其原住地，大約可分為泉州、漳州及廣東人三種。其人種之差異，多少由於言語風俗不同。」
日本歷史學家竹越與三郎說，「（臺灣以）支那人種占絕大部分，支那人種又可分為二， 此種分別不是人種學上的區別，而是歷史、社會因素導致的分別，而幾近於人種學的分別。其一是福建漳泉二州，及其附近地區之移住民，通常被稱為福老，或被稱為閩族，約二百四十餘萬人。另一是廣東附近地區的移住民子孫，一般被稱為客家，或被稱為粵族，其數四十餘萬人」。
高野孟矩向日本內閣總理大臣松方正義等日本中央政府高官投訴台灣總督府的各種虐政時提到：「或云臺灣土人（包括支那人種）到底不是能施之以仁德為基本之政 的人種。論者之意在於只有以殺伐才能治臺灣土人。但小官卻謂以仁德為基本之政,並不在於必不殺伐, 而是不以使用軍隊屠殺人民、焚掠民屋為目的。」而且高野孟矩在告發日本軍隊在鎮壓土匪過程中之殺戮、焚燒與軍隊、軍夫之暴行時又提及：「軍夫等下等日本人胡亂翻弄戰勝者之威勢,沒有來由地凌虐支那人,理不順則毆打之,或掠奪財物、家畜,或姦淫婦女種種非行多矣。」
日本「台灣青年社」的創辦人王育德於1963年發表在《台灣青年》的文章〈台灣民族論〉，文中引述《產經新聞》大宅壯一在1960年到臺灣旅行後所撰文章道：「來台灣最感驚奇的是，當地人毫無顧忌地使用『支那』、『支那人』的語彙，其中甚至有人使用『清國奴』一詞......本島人所說的『外省人』或許同是漢民族，但現在已成為另類人種。」

### 中華民國時期
1945年，第二次世界大戰結束，台灣由中華民國政府統治。使用支那的風氣不盛，被視為古代用語。到了2010年，支那一詞在持有臺獨立場的人士之間開始變得常用，甚至媒體上亦出現「支那」字眼的文章。2009年，發生筆名「范蘭欽」的郭冠英辱台事件後，主張臺灣獨立的學者李筱峰即曾投書報紙批評「支那狂犬范蘭欽」。2011年，一名嘉義市政府公務員在一次中國大陸地區遊客阿里山的車禍後在其Plurk上稱中國人為支那人。2014年3月20日，台南市240名年轻人搭乘6辆游览车，从国立成功大学集结北上来到台北投入声援反服贸行列。其中声援学生在马英九肖像上，打上「支那贱畜、外来种滚」标语。。
2017年7月，前立委蔡正元提到部分台灣人反對簡體字以及马偕医院林妈利医师先前「85％的台湾人是带有台湾原住民的血缘」的研究時用「支那」嘲諷台獨分子。

#### 司法
針對這些言論，中華民國法院主流見解認為支那原為中國稱呼，並不一定具備貶義，基於言論自由保護，法律不進行禁止。
2016年12月23日，有台灣網友C在PTT上發表擁護中國共產黨言論，指兩岸同為中國人，該一起復興中原民族榮耀，又說希望PRC（中華人民共和國）早日收回台灣；文章引發另一名網友R不爽，以「哈支那哥被叫一下支那人就崩潰，寄幾百封信來罵人」、「夾卵蛋」、「支那五毛崩潰喔」等留言嘲諷，結果R挨告加重誹謗罪。。 臺北地方法院檢察署於2017年發出的「不起訴處分書」，當中表明「『支那』在教育部重編國語辭典修訂本記載係指『中國』，係古印度對中國的稱呼，且漢語中的『支那』和葡萄牙語、荷蘭語、德語、英語中的『China』以及法語中的『Chine』於口語發音上亦近乎相同，是『支那』一詞，於我國（台灣）人民之主觀認知上，大多認為是『China』之中文譯音，而未含有貶抑之負面評價之意。」，故「支那五毛」等意見表達及批判言論屬《刑法》第310條第3款之可受公評事項，不構成公然侮辱或誹謗等妨害名譽罪嫌。
2018年，台湾一郑姓男子于当年2月曾在中华统一促进党的宣传车上喷“支那人”“反华斩支那”等字眼，被控损毁罪、恐吓罪。9月10日，台北地方法院判处该损毁罪成立，处以该男子拘役30日、罚款3万元新台币的处罚。至于恐吓罪，法官认为郑用词虽激烈但主观上没有侵犯之意。法官还声称“支那”在台湾人认知上是“CHINA(中国)”的译音，没有恐吓意涵，而“反华斩支那”是表达政治立场，即反对中华统一促进党的理念，国家应该给此种“高度政治性言论”最大限度的维护。

### 涉及原创研究的一次来源
1. ↑  《大唐西域記》卷4〈至那仆底国〉:昔迦腻色迦王之御宇也，声振邻国，威被殊俗，河西蕃维，畏威送质。迦腻色迦王既得质子，赏遇隆厚，三时易馆，四兵警卫。此国则质子冬所居也，故曰至那仆底。(唐言汉封。)质子所居，因为国号。此境以往，洎诸印度，土无梨、桃，质子所植，因谓桃曰至那你，（唐言汉持来。）梨曰至那罗阇弗呾逻。（唐言汉王子。）故此国人深敬东土，更相指语：「是我先王本国人也。」
2. ↑  道宣《续高僧传》卷四：贍部一洲四王所治。東謂脂那，主人王也。西謂波斯，主寶王也。南謂印度，主象王也。北謂獫狁，主馬王也........承脂那東國,盛轉大乘,佛法崇盛,贍洲稱最。
3. 1 2  希麟《續一切經音義》卷2：「支那國，或云真那，或云震旦，亦云摩訶支那，皆梵語輕重也。舊翻為漢國，或云即大唐國，也或翻大夏國，又云思惟國：謂此國人多有智略能思惟故，皆義翻也。」
4. 1 2  玄奘《大唐西域記》卷5〈羯若鞠闍國〉：「初，受拘摩羅王請曰，自摩揭陀國往迦摩縷波國。時戒日王巡方在羯朱嗢祇羅國，命拘摩羅王曰：『宜與那爛陀遠客沙門，速來赴會。』於是遂與拘摩羅王往會見焉。戒日王勞苦已曰：『自何國來，將何所欲？』對曰：「從大唐國來，請求佛法。」王曰：「大唐國在何方？經途所日，去斯遠近？」對曰：『當此東北數萬餘里，印度所謂摩訶至那國是也。』王曰：『嘗聞摩訶至那國有秦王天子，少而靈鑒，長而神武。昔先代喪亂，率土分崩，兵戈競起，群生荼毒，而秦王天子早懷遠略，興大慈悲，拯濟含識，平定海內，風教遐被，德澤遠洽，殊方異域，慕化稱臣。民庶荷其亭育，咸歌《秦王破陣樂》。聞其雅頌，于茲久矣。盛德之譽，誠有之乎？大唐國者，豈此是耶？』對曰：『然。至那者，前王之國號；大唐者，我君之國稱。昔未襲位，謂之秦王；今已承統，稱曰天子。前代運終，群生無主，兵戈亂起，殘害生靈。秦王天縱含弘，心發慈愍，威風鼓扇，群凶殄滅，八方靜謐，萬國朝貢。愛育四生，敬崇三寶，薄賦斂，省刑罰，而國用有餘，氓俗無穴，風猷大化，難以備舉。』戒日王曰：『盛哉！彼土群生，福感聖主。』」
5. ↑  《玄應音義》卷4：「振旦，或言真丹，並非正音，應言支那，此云漢國也。又無正翻，但神州之總名也。」同書卷18：「或作震旦脂那，今作支那。」
《一切經音譯》卷72：「振旦，或作震旦，或言真丹，皆一也。舊譯云漢國，經中亦作脂那，今作支那。此無正翻，直云神州之總名。」
6. ↑  如《朝鮮佛教一覽表》頁4：「通度寺，慶尚南道梁山郡北（鮮里）靈鷲山東，……新羅蘇判茂林公子金善宗出家，……新羅善德王仁平三年丙申，西入支那。同十二年癸卯，東還。……創寺。」
7. ↑  白玄天龍〈新編教藏總錄流衍序〉：「義天，姓王氏，高麗國文宗仁孝王第四之子也，出家封祐世僧統。元祐初，入中華而上表，請傳賢首教。迺而見許，肇往四明，事智師慈辨，而受天台教觀。趨至靈芝，拜大智元照，而學律藏。從晉水淨源，而聞賢首宗乘。亦遭圓照宗本律師，而問宗義大旨，曲如僧傳等。厥雷聲震於支那，動三韓矣。」，《大正藏》冊55，頁1165
8. ↑  法尊譯，宗喀巴著《菩提道次第廣論》卷1：「然由支那和尚堪布，解了空性未達扼要。以是因緣，謗方便分，遮止一切作意思惟，損減教法，為蓮華戒大阿闍黎善破滅已，決擇勝者所有密意，為恩極重。」
9. ↑  隋那連提黎耶舍譯《佛說德護長者經》卷下：「又此童子，我涅槃後，於未來世護持我法，供養如來，受持佛法，安置佛法，讃歎佛法。於當來世佛法末時，於閻浮地脂那國（大正藏作大隋國）內，作大國王，名曰大行，能令脂那國內一切衆生，信於佛法，種諸善根。時大行王，以大信心、大威德力，供養我鉢，於爾數年我鉢當至沙勒國，從爾次第至脂那國。」
10. ↑  唐朝人景审《一切經音義序》：有大興善寺慧琳法師者，姓裴氏，疎勒國人也。則大廣智不空三藏之弟子矣。內精密教，入於總持之門。外究墨流，研乎文字之粹，印度聲明之妙，支那音韻之精。
11. ↑  道宣《续高僧传》卷二：「北路商人颇至于彼。远传东域有大支那国焉。旧名真丹振旦者。并非正音。无义可译。惟知是此神州之总名也。」
12. ↑  道宣《续高僧传》卷四：「（戒贤）问（玄奘）从何来。（玄奘）答从支那国来欲学瑜伽等论......（戒）贤曰『......梦金色人曰.....有支那僧来此学问......』」「初（玄）奘在印度，声扬五天，称述支那，人物为盛。」
13. ↑  智昇《开元释教录》卷九：「随缘游化，随处利生。闻大支那，佛法崇盛，遂泛舶东游，达于海隅。」
14. ↑  冥详《大唐故三藏玄奘法师行状》：「问同伴曰：此沙门从何处来，名字何等。报曰：从支那国来，求法者此也。」
15. ↑  彦悰《大唐大慈恩寺三藏法师传》卷五:「法师闻尼干善于占相，即请坐问所疑，曰：『玄奘支那国僧，来此学问，岁月已久。今欲归还，不知达不？又去住二宜，何最为吉？及寿命长短。愿仁者占看。』」「法师即作还意，庄严经像。诸德闻之，咸来劝住，曰：『印度者，佛生之处。大圣虽迁，遗踪具在，巡游礼赞，足预平生，何为至斯而更舍也？又支那国者，蔑戾车地，轻人贱法，诸佛所以不生，志狭垢深，圣贤由兹弗往，气寒土崄，亦焉足念哉！』」「经二日，东印度鸠摩罗王遣使奉书与戒贤法师曰：『弟子愿见支那国大德，愿师发遣，慰此钦思。』戒贤得书，告众曰：『鸠摩罗王欲请玄奘，但此人众差拟往戒日王所，与小乘对论，今若赴彼，戒日傥须，如何可得？不宜遣去。』乃谓使曰：『支那僧意欲还国，不及得赴王命。』使到，王更遣来请曰：『师纵欲归，暂过弟子，去亦非难。必愿垂颇，勿复致违。』」「发使语鸠摩罗王：『急送支那僧来！』」「戒日王见来甚喜，知其敬爱于法师，亦不责其前语，但问『支那僧何在？』」「王又问曰：『师从支那来，弟子闻彼国有《秦王破阵乐》歌舞之曲，未知秦王是何人？复有何功德，致此称扬？』法师曰：『玄奘本土见人怀圣贤之德，能为百姓除凶翦暴、覆润群生者，则歌而咏之。上备宗庙之乐，下入闾里之讴。秦王者，郎支那国今之天子也。』」「是日发敕告诸国及义解之徒，集曲女城，观支那国法师之论焉。」「经五日，小乘外道见毁其宗，结恨欲为谋害。王知，宣令曰：『邪党乱真，其来自久。埋隐正教，误惑众生，不有上贤，何以鉴伪。支那法师者，神宇冲旷，解行渊深，为伏群邪，来游此国，显扬大法，汲引愚迷，妖妄之徒不知惭悔，谋为不轨，翻起害心，此而可容，孰不可恕！众有一人伤触法师者斩其首，毁骂者截共舌。其欲申辞救义，不拘此限。』自是邪徒戢翼，竟十八日无人发论。」「乃将法师袈裟遍唱曰：『支那国法师立大乘义，破诸异见，自十八日来无敢论者，普宜知之。』」「法师见诸王意不解，乃告以苦言曰：『支那国去此遐远，晚闻佛法，虽沾梗概，不能委具，为此故来访殊异耳。今果愿者，皆由本土诸贤思渴诚深之所致也，以是不敢须臾而忘。《经》言‘障人法者，当代代无眼’。若留玄奘则令彼无量行人失知法之利，无眼之报宁不惧哉！』王曰：『弟子慕重师德，愿常瞻奉，既损多人之益，实惧于怀，任师去住。虽然，不知师欲从何道而归？师取南海去者，当发使相送。』法师报曰：『玄奘从支那来，至国西界，有国名高昌，其王明睿乐法，见玄奘来此访道，深生随喜，资给丰厚，愿法师还日相过，情不能违，今者还须北路而去。』」
16. ↑  慧立撰，彦悰笺《大唐大慈恩寺三藏法师传》：「私谓人曰：『此支那僧非易训对。若往印度，彼少年之俦来必有也。』」
17. ↑  清凉澄观《大方广佛华严经随疏演义钞》卷七十七：「婆沙亦云支那，此云汉也。<西域记>云大汉具云摩诃支那。」
18. ↑  宋初僧人赞宁《宋高僧傳》卷二<唐洛京智慧传>:「常闻支那大国文殊在中。锡指东方誓传佛教。乃泛海东迈。垂至广州风飘却返抵执师子国之东。」「乃叹曰：此大乘理趣等经。想支那人根熟矣。遂东北行半月达广州。」<唐洛京白马寺觉救传>:「释佛陀多罗，华言觉救。北天竺罽宾人也。赍多罗夹誓化支那。止洛阳白马寺。」卷三<唐莲华传>:「一云梵夹本是南天竺乌荼国王书献支那天子。」
19. ↑  《五灯会元》卷十四：「明州瑞岩石窗法恭禅师。。。。颂曰『五天一只蓬蒿箭，搅动支那百万兵。不得云门行正令，几乎错认定盘星』」
20. ↑  志磐《佛祖统纪卷》卷二<教主释迦牟尼佛本纪>第一之二[示降生]:「按佛本行经。太子八岁学书，师毗奢多罗。六十四书。中有提婆书，天也。那伽书，龙也。支那国书，大唐也。此下具有天地八部四洲鸟兽等音声诸书。」卷三十二 <世界名体志>第十五之二 [东土震旦地里图] :「近鹿苑有支那寺。国王为大唐僧众所造。支那此云大唐。」卷三十五<法运通塞志>第十七之二[明帝]:「震旦。又真丹。又支那。此云汉地。东方文物之国也。」卷四十三<法运通塞志>第十七之十[太宗]：「诏三藏施护译其表曰：伏闻支那国(西竺指大唐为支那。今因旧以为称也)有大天子，至圣至神富贵自在。自惭福薄无由朝谒。远蒙皇恩赐金刚座释迦如来袈裟一领。即已披挂供养。伏愿支那皇帝，福慧圆满寿命延长。」
21. ↑  《五灯会元》卷2：千岁宝掌和尚，中印度人也.....顺流东下，由千顷至天竺，往鄮峰，登太白，穿雁荡，盘于翠峰七十二庵，回赤城，云门、法华、诸暨、渔浦、赤符、大岩等处。返飞来，栖之石窦。有「行尽支那四百州，此中偏称道人游」之句。时贞观十五年也。
22. ↑  憨山德清〈造旃檀香佛疏〉：「爰自金光東曜，白馬西來，睹像教以興心，用莊嚴而表法。所以琳宮遍支那之境，紺像滿祇樹之園。尊崇者，自天子以至庶人。悟道者，若王公及乎群彙。靡不布金殷重，割愛投誠，修行八萬四千門。作福第一。」收入《憨山老人夢遊集》卷40。
23. ↑  在《楞伽經玄義》一書中，自稱「支那蕅益沙門釋智旭」
24. ↑  成時《灵峰始日大师私谥窃议》:「今日支那三学，其内讧也甚矣。」
25. ↑  成時《灵峰蕅益大师宗论卷》第三之二：「大灌顶经云:佛先遣三圣,往化支那。」
26. ↑  淨源《圭峰禪師原人論發微錄》：「如來先遣三聖徃化支那。」
27. ↑  《翻譯名義集》卷3：「脂那，婆沙二音，一云支那，此云文物國，即讚美此方，是衣冠文物之地也。二云指難，此云邊鄙，即貶挫此方，非中國也。西域記云：『摩訶至那，此曰大唐。』」
28. ↑  《元亨釋書》卷6〈唐國義空傳〉：「萼再入支那。乞蘇州開元寺沙門契元。勒事刻琬琰。題曰日本國首傳禪宗記。附舶寄來。故老傳曰。碑峙于羅城門側。門楹之倒也碑又碎。見今在東寺講堂東南之隅。」
29. ↑  德川光圀《西山遺事》：「外國從外國之語，以震旦、支那稱之。或從當時俗語，稱唐山亦可。」收入《水戶義公傳逸話集》
30. ↑  新井白石《西洋紀聞》
31. ↑  杉田玄白《狂醫之言》：「腐儒庸醫不知天地大也，少聞東洋二三國之事，以支那為萬國之冠，又少讀其書，則漫然自稱曰：夷狄其俗固無禮樂也。夫禮樂文物，以為分尊卑也。何國無尊卑？何國無禮樂？」「以是觀之，則衣冠文物，明尊卑之分，不必以支那為是，以從風土之宜為是也。道者，非支那之聖人所立，天地之道也。」「况又腐儒庸醫，從支那之書，以其國為中土。夫地者一大球也，萬國配居焉，所居皆中也，何國為中土？支那亦東海一隅之小國也。」
32. ↑  嚴復譯《原富》：「埃及、印度、支那三古國皆有海禁，以內地市場已廣，不願有外交致窺伺。然而是三國，皆古盛而今衰。」
33. ↑  嚴復《甲辰出都呈同里諸公》：「孤山處士音琅琅，皂袍演說常登堂。可憐一卷茶花女，斷盡支那蕩子腸！」
34. ↑  《畏廬瑣記》〈脂那〉：「某國之輕吾華也，恆曰支那人狂愚，支那人實招自滅之道，可謂醜詆極矣。而吾國人不察，似以為支那者，華人之賤稱也；不知非也。經藏《德護長者經》：『支那曰脂那，即震旦，或云真丹，神州之總名也。』幾於包東亞而有之，何賤之有？」
35. ↑  楊仁山《等不等觀雜錄》〈般若波羅蜜多會演說一〉：「本朝初年，禪宗鼎盛，著述家純疵間出。近世以來，僧徒安於固陋，不學無術，為佛法入支那後第一墮壞之時。」
36. ↑  楊仁山《等不等觀雜錄》〈般若波羅蜜多會演說四〉：「支那國中，自試經之例停，傳戒之禁馳，漸至釋氏之徒，不學無術，安於孤陋，今欲振興，必自開學堂始。五印度境為佛教本源，大乘三藏所存無幾。欲興正法，必從支那藏經重譯梵文。先須學習語言、文字，方可成此大業也。」
37. ↑  楊仁山《等不等觀雜錄》〈支那佛教振興策二〉：「欲以宗教傳於各國，當以何為先？統地球大勢論之，能通行而無悖者，莫如佛教。」「從印度入手，然後遍及全球。庶幾支那聲名文物，為各國所器重，不至貶為野蠻之國矣。」
38. ↑  孫文序，宮崎滔天《三十三年之夢》：「日憂黃種夷陵，憫支那削弱，數遊漢土，以訪英賢，欲共建不世之奇勳，襄成興亞之大業。聞吾有再造支那之謀，創興共和之舉，不遠千里，相來訂交，期許甚深，勖勵極摯。方之虯髯，誠有過之。惟愧吾人無太宗之資，乏衛公之略，馳驅數載，一事無成，實多負君之厚望也。」
39. ↑  《清稗类钞》卷七十：毕（永年）及哥老会之徒不和，适康（有为）自美至香港，知其有隙也，赠哥老会之徒各百金，强而后纳。哥老会徒之言曰：“康今富有资，意欲利用吾侪，吾侪正可利用其资以自为谋。”毕不忍为此，则飘然返国。其与平山（周）书如下，惟托名为僧矣。书曰「平山仁兄足下。弟自得友仁兄，深佩仁兄義氣宏重，常思運雄力為敝國拯生靈，可謂天下之至公者矣。第惜支那久成奴才世界，至愚至賤，蓋舉國之人無不欲肥身贍家以自利者。弟實不耐與斯世斯人共圖私利，故決意隱遁，歸命牟尼。」
40. ↑  《s:清稗類鈔/070》：拳亂以後，通國大興教育，留日學生亦驟眾，孫乃乘此注入其主義於留學生。會章炳麟游日本，更鼓吹民族革命主義。秦力山亦創開支那亡國二百四十二年紀念會以激勵之，其文曰「處今世而懼亡國，非狂寱，則何哉？自永曆建元，窮於辛醜，明祚既移，而炎黃姬漢之邦族，亦因以澌滅。回望皋瀆，雲物如故，惟茲元首，不知誰氏，支那之亡，已二百四十二年矣。。。。。以吾支那方幅之廣，生齒之繁，文教之盛，曾不逮是偏國寡民乎？乃召儔侶，集會紀念，以志亡國。。。。。」
41. 1 2  彭文祖《盲人瞎馬之新名詞》：「此二字不知從何產生，頗覺奇怪。人竟以名吾國而國人恬然受之，以為佳美，毫不為怪。餘見之不啻如喪考妣，欲哭無聲，而深恨國人之盲從也……譯日書日報者，照直書之，人云亦云，不加改變，是國人歡迎此名之明證也。而不知此二漢字在吾國為不倫不類、非驢非馬也，又不知為由人妄加之也。吾新建之中華二字國名，日人日報攻擊吾為自尊自大鄙夷他國所起，竟否認吾之存在，絕口不道，偏呼吾曰支那，矢口不移，而國人恬然自若，不獨不怪，更歡迎如上帝授與者然。……自唐朝呼日本曰倭（形委音渦），形其為東方矮人。因其屢屢擾亂國境，故加之以寇。殊不知唐代之名，竟貽禍於今日。日人引以為奇恥大辱……每一文學士作一字典，必於倭字注下，反覆詳加剖解，說其來由，記其恥辱，與吾國人立於極相反對之地位，咄咄怪事，興國之民與亡國之民，自有不同之點乎……予欲罵而聲嘶，望之滾淚而已。近年日報又有東支那、北支那、西南中支那之稱，而吾國報紙競率直譯之，不知 變為中國東部、北部、南中部之名。籲！此雖小事，亦四分五裂之兆歟？一班昏昧盲從，猶可藉口不知來歷與此恥辱，獨怪留學生(第一盲從難怪)與學法政者，亦朦然不解。嗟呼，痛心疾首，徒喚奈何。彼國際法中非有不許亂名人國之一說乎？學國際法者看何處去矣！」，引自黄兴涛[永久]，2016-08-10
42. ↑  唐蔚芝〈不忍人之政論〉之二：「吾嘗游歐美諸國，其民熙熙皞皞，頗有雍容禮樂之風。彼其所重者，惟在人道。其譏我中國，則曰：『支那人之性命，曾無異於雞犬。』何其言之慘也。嗚呼！」收入《茹經堂文集》二編。
43. ↑  太虛《宗喀巴偈贊》：「釋尊大法，策源月邦，派分三幹，化各一方，錫蘭支那，爰及西藏。蓮華生後，密咒當陽，律像經教，若存若亡，末流猥雜，染風孔張。大師崛起，濁激清揚，菩提之道，次第宣鬯，下中上士，胥歸金剛，根深枝茂，德隆譽芳。此土禪淨，今亦淪荒，扶戒研理，救之不遑。唯師與我，志趣相當，千年萬里，不隔毫芒。我行未逮，我心正長，瓣香先覺，景仰無量。」支那釋子太虛敬禮 。
44. ↑  《菩提道次第廣論》卷10：「支那堪布等，於如此道顛倒分別，有作是云﹕『凡是分別，況惡分別，即善分別亦能繫縛生死，其所得果不出生死。金索繩索皆是繫縛，黑白二雲俱障虛空，黑白狗咬皆生痛苦，是故唯有無分別住是成佛道。』」
45. ↑  《菩提道次第略論》：「如羅乍瓦讚云：『東方惹火地，於此有大城，名次第聚落，其中有王宮。殿堂甚寬闊，金幢以為號，國王名善德，豐富多資財，有如支那君。王妃吉祥光，誕生三王子，蓮華藏月藏，吉祥藏為名。長子蓮華藏，五妃誕九子，第一福吉祥，今時具材能，亦稱達那喜。少吉祥藏者，比丘精進月，月藏序居中，現我親教是。』」
46. ↑  吳克泰《一條曲折前進的認同之路》：「為了配合推動臺灣人改換日本姓名的「皇民化運動」，這個法西斯老師也要我加入「改姓名」的行列，但我卻藉口家產繁多，有山、有林、有田地……等（其實我家是一無所有），改了名將非常麻煩而不願「改姓名」。因為這前後兩次都拒絕響應日本帝國的政策，而且我又是班上的副班長，這樣的行為，他們認為會不利於日本政策推行的作用。這個法西斯的日本人老師於是就氣急敗壞地向我身上拳打腳踢，並且一邊大聲罵道：『支那人，回去支那！』當時，忍著痛挨打的我就在心裹告訴自己：『我本來就是中國人，我當然要回中國去！』」「雷燦南的父母很疼他。那天晚上，他們還把我留下來吃飯。吃過飯，他就帶我到樓上房間看他的書。我看到，他的書中凡是提到「支那」或「支那語」、「支那人」的字眼，統統都被他塗掉改為「中國」或「中國語」、「中國人」了；甚至連書的封面，他也同樣處理。 」